# Aquila Mountain
Aquila Mountain är ett berg i Kanada.   Det ligger i provinsen Alberta, i den centrala delen av landet, 3 100 km väster om huvudstaden Ottawa. Toppen på Aquila Mountain är 2 692 meter över havet. Aquila Mountain ingår i The Ramparts.
Terrängen runt Aquila Mountain är bergig österut, men västerut är den kuperad.Trakten runt Aquila Mountain är nära nog obefolkad, med mindre än två invånare per kvadratkilometer.. Närmaste större samhälle är Jasper Park Lodge, 17,5 km norr om Aquila Mountain. 
Trakten runt Aquila Mountain består i huvudsak av gräsmarker.